# The Best of The Wailers
The Best of The Wailers is het vierde studioalbum van de Jamaicaanse reggaegroep The Wailers, uitgebracht in augustus 1971. Hoewel de titel dit doet vermoeden is het geen compilatiealbum.
Het album werd geproduceerd door Leslie Kong, die een week na het uitbrengen van het album op 38-jarige leeftijd overleed aan een hartaanval.

## Nummers
| Nr. | Titel                      | Duur |
| --- | -------------------------- | ---- |
| 1.  | Soul Shakedown Party       | 3:07 |
| 2.  | Stop the Train             | 2:19 |
| 3.  | Caution                    | 2:43 |
| 4.  | Soul Captives              | 2:05 |
| 5.  | Go Tell It on the Mountain | 3:16 |

| Nr. | Titel         | Duur |
| --- | ------------- | ---- |
| 1.  | Can't You See | 2:44 |
| 2.  | Soon Come     | 2:22 |
| 3.  | Cheer Up      | 2:04 |
| 4.  | Back Out      | 2:13 |
| 5.  | Do It Twice   | 2:46 |

| Nr. | Titel                          | Duur |
| --- | ------------------------------ | ---- |
| 1.  | Soul Shakedown Party (Version) | 3:08 |
| 2.  | Soon Come (Version)            | 2:25 |

Bob Marley · Junior Braithwaite · Beverley Kelso · Bunny Wailer · Peter Tosh · Cherry Smith · Constantine "Vision" Walker · Earl "Chinna" Smith · Aston Barrett · Joe Higgs · Earl Lindo · Carlton Barrett · Al Anderson · Alvin Patterson · Junior Marvin · Donald Kinsey · Tyrone Downie · I Threes (Rita Marley · Marcia Griffiths · Judy Mowatt)